# Station Damblain
Station Damblain is een spoorwegstation in de Franse gemeente Damblain.